# 南霧島信號場
南霧島信號場（日语：／ Minami-Kirishima-shingōjō */?）是一位於日本鹿兒島縣霧島市、隸屬於九州旅客鐵道（JR九州）的鐵路設施，此信號場用作管理日豐本線來往霧島神宮站與國分站的列車交換事宜。兩站相距達12.7公里，為全段日豐本線站距最長的路段，且由於為單軌線道，因此有需要為此興建一個信號場以提昇承運能力。

## 概要

### 結構
與門石信號場、楠丘信號場同時期興建，但比起前兩個信號場，本信號場延遲了一年才正式使用。全長約400米，兩端均位處隧道出口，並採用Y形轉轍器，信號場全位於深山中，過往曾經在南端（即下行線道）旁建有1側式月台，長約1節車廂長度，月台上建有一單層木建築物，用作控制兩端轉轍器，現時該建築物已被拆去，原來的月台亦已長滿了雜草，而在北端近霧島神宮方向的轉轍器附近，則另建了一座繼電器房。

### 前往方法
現時如要前往上址，公共交通方面，只能在國分站乘坐霧島市「接觸巴士」（ふれあいバス）的「郡山線」，於「上春山」巴士站下車後，在自動販賣機的小路一直向上走約1公里，便可到達繼電器房。但郡山線只在星期三及星期五提供服務，且只對開兩班，否則只能靠自駕或計程車才能到達。而上山小路沿路皆被樹被所遮蔽，有一定的危險性。

## 歷史
- 1966年10月1日：由日本國有鐵道開設[1]
- 1987年4月1日：國鐵分割民營化，信號場車站由九州旅客鐵道（JR九州）營運。

## 相鄰車站
九州旅客鐵道
■日豐本線
霧島神宮 - （南霧島信號場）－國分